# Southwest Airlines
A Southwest Airlines az Amerikai Egyesült Államok egyik legnagyobb légitársasága, amely fapados légitársasági modell szerint működik. Központja a dallasi Love Fieldben, a Dallas-Fort Worth metroplexusban található, és menetrend szerinti járatokat üzemeltet 121 célállomásra az Egyesült Államokban és tíz másik országban. 2018-ban a Southwest több belföldi utast szállított, mint bármely más amerikai légitársaság. 2018-ban a Southwest a harmadik legnagyobb légitársaság volt a világon az elszállított utasok alapján.
A légitársaságot 1967. március 9-én alapította Herb Kelleher és Rollin King Air Southwest Co. néven. 1971-ben vette fel a jelenlegi nevét, Southwest Airlines Co. néven, amikor belföldi légitársaságként kezdett működni, teljes egészében Texas államon belül, először Dallas, Houston és San Antonio között közlekedett. 1979-ben kezdte meg a regionális, államközi szolgáltatást, majd a következő évtizedekben országszerte terjeszkedett. A Southwest jelenleg 42 állam repülőtereit és számos közép-amerikai célállomást szolgál ki.
A Southwest üzleti modellje eltér a többi amerikai légitársaságétól, mivel folyamatosan működő hubokat (rolling hub) és pont-pont közötti (point-to-point) hálózatot használ, valamint ingyenesen feladható a poggyász. Flottájában kizárólag Boeing 737-es repülőgépeket használ.
A légitársaság közel 66 100 alkalmazottat foglalkoztat, és az utazási főszezonban naponta mintegy 4000 járatot indít.

## Legfontosabb célállomások
2024 január 3-án az alábbi 20 repülőtér volt a legfontosabb célállomás, naponta több mint 80 légijárattal:
| Helyezés | Város           | Repülőtér                                      | Légijáratok száma | Kiszolgált célállomások száma | Beszállókapuk száma |
| -------- | --------------- | ---------------------------------------------- | ----------------- | ----------------------------- | ------------------- |
| 1        | Denver          | Denveri nemzetközi repülőtér                   | 322               | 96                            | 40                  |
| 2        | Las Vegas       | Harry Reid nemzetközi repülőtér                | 269               | 68                            | 21                  |
| 3        | Chicago         | Midway nemzetközi repülőtér                    | 259               | 79                            | 37                  |
| 4        | Baltimore       | Baltimore–Washington nemzetközi repülőtér      | 233               | 73                            | 26                  |
| 5        | Dallas          | Dallas-Love repülőtér                          | 208               | 79                            | 18                  |
| 6        | Phoenix         | Phoenix Sky Harbor nemzetközi repülőtér        | 203               | 58                            | 32                  |
| 7        | Orlando         | Orlandói nemzetközi repülőtér                  | 183               | 61                            | 20                  |
| 8        | Houston         | William P. Hobby repülőtér                     | 177               | 70                            | 20                  |
| 9        | Nashville       | Nashville-i nemzetközi repülőtér               | 165               | 62                            | 16                  |
| 10       | St. Louis       | St. Louis-Lambert nemzetközi repülőtér         | 133               | 62                            | 17                  |
| 11       | Atlanta         | Hartsfield–Jackson nemzetközi repülőtér        | 123               | 43                            | 18                  |
| 12       | Tampa           | Tampai nemzetközi repülőtér                    | 122               | 45                            | 15                  |
| 13       | Austin          | Austin-Bergstrom nemzetközi repülőtér          | 121               | 51                            | 8                   |
| 14       | Oakland         | Oaklandi nemzetközi repülőtér                  | 113               | 34                            | 11                  |
| 15       | San Diego       | San Diego nemzetközi repülőtér                 | 113               | 32                            | 6                   |
| 16       | Sacramento      | Sacramentói nemzetközi repülőtér               | 98                | 27                            | 11                  |
| 17       | San Jose        | San José nemzetközi repülőtér                  | 97                | 27                            | 18                  |
| 18       | Fort Lauderdale | Fort Lauderdale–Hollywood nemzetközi repülőtér | 92                | 40                            | 9                   |
| 19       | Los Angeles     | Los Angeles-i nemzetközi repülőtér             | 89                | 27                            | 13                  |
| 20       | Kansas City     | Kansas City nemzetközi repülőtér               | 83                | 41                            | 15                  |